# The Greenberry Woods
The Greenberry Woods est un groupe de power pop formé en 1989 par Matt Huseman et Ira Katz, tous deux étudiants à l'Université du Maryland. Ils sont par la suite rejoints à la basse par le frère jumeau de Matt Huseman, Brandt, et aux percussions par Miles Rosen. Le nom du groupe vient de celui d'un lotissement d'un quartier résidentiel du Maryland. À la fin de leurs études, le groupe s'établit à Baltimore. Il engage John Lay comme agent artistique (qui a travaillé avec Squeeze et Robyn Hitchcock). Avec Sire Records comme label dès 1993 et un fan club en constante expansion, le groupe semble promis à un grand avenir.
Le premier album du groupe, Rapple Dapple, sort en 1994. Le titre Trampoline est transmis sur de nombreuses radios. Le groupe assure la première partie de concerts de Deborah Harry et de The Proclaimers et se produit sur la scène du HFStival, au RFK Stadium de Washington DC le 14 mai 1994. 
Lorsque Sire Records fusionne avec Elektra Records, l'intérêt du label pour le groupe diminue, et des tensions apparaissent concernant Splitsville, un autre projet musical des frères Huseman. Les ambitions personnelles de trois des membres du groupe ont un effet négatif sur sa cohésion pendant l'enregistrement du deuxième album, Big Money Item, en 1995. Sire Records résilie son contrat qui le lie à The Greenberry Woods en 1996 et le groupe se sépare, ce qui permet aux frères Huseman de s'impliquer dans leur autre groupe, Splitsville. Katz, de son côté, fonde un nouveau groupe, Wonderfool. Rosen quitte la musique pour devenir courtier immobilier.

## Discographie
- Rapple Dapple, 1994, Sire Records
- Big Money item, 1995, Sire Records

## Clips vidéos
- Trampoline, 1994
- Adieu, 1994

## Sources
- (en) Cet article est partiellement ou en totalité issu de l’article de Wikipédia en anglais intitulé « The Greenberry Woods » (voir la liste des auteurs).